# Julius Petřivalský
Julius Petřivalský (29. listopadu 1873 Vinary – 7. prosince 1945, tamtéž) byl český lékař, chirurg. V září 1919 se stal prvním přednostou nově vzniklé brněnské chirurgické kliniky Lékařské fakulty Masarykovy univerzity.

## Život
Vystudoval gymnázium v Přerově, maturoval v roce 1892. Ve studiu pokračoval na Lékařské fakultě v Praze a v Innsbrucku.
V letech 1897–1919 pracoval na pražské Lékařské fakultě, poté až do roku 1939 na chirurgické klinice Lékařské fakulty Masarykovy univerzity, jejímž prvním přednostou se stal.
V roce 1909 se habilitoval, roku 1915 byl jmenován mimořádným a roku 1919 řádným profesorem patologie a terapie nemocí chirurgických.

## Ocenění
Dne 1. června 1947 byla Juliu Petřivalskému odhalena pamětní deska na budově chirurgického pavilonu přerovské nemocnice, téhož dne také pamětní deska na rodném domě ve Vinarech u Přerova.